# Joe Gallardo
José "Joe" Gallardo (Corpus Christi, 22 de septiembre de 1939) es un músico y compositor de jazz estadounidense.

## Biografía
Gallardo nació en Corpus Christi, Texas. Su padre era profesor de piano y recibió lecciones por parte de él desde los seis años. A los 15 años inició sus estudios de trompeta. Entre 1961 y 1963 tocó en la Orquesta de Stan Kenton y en la de Luis Arcaraz en México mientras cursaba sus estudios de composición musical, ese mismo año se trasladó a Stuttgart, República Federal Alemana, donde trabajó con Wolfgang Dauner y Fred Braceful. Luego de realizar su servicio militar en Estados Unidos, inició sus estudios de Educación Musical hasta 1968 en su ciudad natal. Durante los años siguientes trabajó junto a diversos músicos y directores de orquesta, tales como Nelson Riddle, Peggy Lee, Sammy Davis, Peter Ponzol y Abbey Rader. 
En 1978 recibió un Premio Grammy por su composición "Amanecer", que fue presentada por Mongo Santamaría y al año siguiente se radica definitivamente en Alemania, dedicándose especialmente al estilo de jazz latino y moderno que lo caracterizan.
En 1990 se integró como trombonista a la Big Band NDR siendo miembro permanente hasta 2008, ejerciendo a la vez como profesor en la Hochschule für Musik und Theater Hamburg. Desde 1993 se desempeña como Director de la Orquesta Juvenil de Jazz de Schleswig-Holstein.

## Discografía
- Latino Blue (1979)
- A Latin Shade of Blue (2001)
- Latin Jazz Latino (2005)